# Nery Pumpido
Nery Alberto Pumpido (* 30. červenec 1957 Monje, Santa Fe) je bývalý argentinský fotbalista, brankář.
S argentinskou fotbalovou reprezentací se stal mistrem světa roku 1986 a získal stříbrnou medaili na mistrovství světa 1990. Zúčastnil se již světovém šampionátu roku 1982, kde ovšem jako náhradník Ubaldo Fillola do bojů nezasáhl. V roce 1989 získal bronzovou medaili na mistrovství Jižní Ameriky (Copa América). Celkem za národní tým odehrál 38 utkání.
S CA River Plate roku 1986 získal Pohár osvoboditelů a následně i Interkontinentální pohár.
Po skončení hráčské kariéry se stal trenérem. Roku 2002 přivedl Olimpii Asunción k zisku Poháru osvoboditelů.